# Поток-Стани
Поток-Стани (пол. Potok-Stany) — село в Польщі, у гміні Поток-Великий Янівського повіту Люблінського воєводства.
Населення — 436 осіб (2011).
У 1975-1998 роках село належало до Тарнобжезького воєводства.

## Демографія
Демографічна структура станом на 31 березня 2011 року:
|          | Загалом | Допрацездатний вік | Працездатний вік | Постпрацездатний вік |
| -------- | ------- | ------------------ | ---------------- | -------------------- |
| Чоловіки | 199     | 42                 | 132              | 25                   |
| Жінки    | 237     | 42                 | 131              | 64                   |
| Разом    | 436     | 84                 | 263              | 89                   |